# Vuhledar
Vuhledar (en ucraïnès Вугледар) és una ciutat de l'óblast de Donetsk, a Ucraïna. El 2021 tenia 14.432 habitants.